# Constantin Pistol
Constantin Pistol (n. 12 iunie 1967, Sibiu) este un fost fotbalist român. A jucat pentru Steaua București și a făcut parte din lotul care a câștigat Cupa Campionilor Europeni din 1986.
A debutat în Divizia A în 1985, în meciul FC Bihor - Steaua, încheiat cu scorul de 0-0. A jucat în total în 146 de meciuri din Divizia A, în care a marcat 19 goluri.
În martie 2008 a fost decorat cu Ordinul „Meritul Sportiv” Clasa a II-a pentru câștigarea Cupei Campionilor Europeni din sezonul 1985-1986.

## Legături externe
- Constantin Pistol la transfermarkt